# رجل لطيف إلى حد ما
رجل لطيف إلى حد ما هو فيلم من نوع دراما وكوميديا وجريمة أُصدر في 17 سبتمبر 2010. الفيلم من إنتاج Paradox Film ‏، ومن توزيع نورديسك فيلم ‏، وهو من إخراج هانز بيتر مولاند، أما السيناريو فكان من كتابة كيم فوبز آيكسون.

## القصة
أُطلق سراح أولريك من السجن بعد ١٢ عامًا بتهمة القتل. هل سيُصلح نفسه؟ حصل على غرفة وعمل ميكانيكيًا. انضم إلى عصابته القديمة. قدّمه ابنه كعم لخطيبته الحامل.

## طاقم التمثيل
- Jannike Kruse [الإنجليزية]‏
- Lene Kongsvik Johansen  [لغات أخرى]‏
- بير فريش
- Silje Torp [الإنجليزية]‏
- Viggo Jønsberg  [لغات أخرى]‏
- Henrik Mestad [الإنجليزية]‏
- ششتي هولمن
- أندري باسمو كريستانسن
- جان جونار رويس
- ستيلان سكارسغارد
- جوليا باش، ويج
- أكسل هني
- بيورن سوندكويست
- Gard B. Eidsvold  [لغات أخرى]‏
- جون أوجاردن
- Jorunn Kjellsby [الإنجليزية]‏
- Sverre Horge [الإنجليزية]‏
- Bjørn Floberg [الإنجليزية]‏

## الإنتاج
موسيقى الفيلم التصويرية كانت من تأليف Halfdan E ‏.

## وصلات خارجية
- رجل لطيف إلى حد ما على موقع IMDb (الإنجليزية)
- رجل لطيف إلى حد ما على موقع ميتاكريتيك (الإنجليزية)
- رجل لطيف إلى حد ما على موقع روتن توميتوز (الإنجليزية)
- رجل لطيف إلى حد ما على موقع نتفليكس (الإنجليزية)
- رجل لطيف إلى حد ما على موقع ألو سيني (الفرنسية)
- رجل لطيف إلى حد ما على موقع Turner Classic Movies (الإنجليزية)
- رجل لطيف إلى حد ما على موقع أول موفي (الإنجليزية)
- رجل لطيف إلى حد ما على موقع بوكس أوفيس موجو (الإنجليزية)
- رجل لطيف إلى حد ما على موقع فيلمافينيتي (الإسبانية)
- رجل لطيف إلى حد ما على موقع قاعدة بيانات الأفلام السويدية (السويدية)